# Горбах (притока Стиру)
Горбах — річка у Маневицькому та Володимирецькому районах Волинської та Рівненської областей, ліва притока Стиру (басейн Дніпра).

## Опис
Довжина річки приблизно 12 км. Висота витоку річки над рівнем моря — 184 м, виста гирла — 181 м, падіння річки — 3 м, похил річки — 0,25 м/км. Формується з багатьох безіменних струмків та 3 водойм.

## Розташування
Бере початок на північно-західній стороні від села Вовчицьк. Спочатку тече на північний схід, а потім на схід і біля міста Вараша впадає у річку Стир, праву притоку Прип'яті. 
Населені пункти вздовж берегової смуги: Костюхнівка, Колодії, Нові Підцаревичі.